# Fontaine (Aube)
Fontaine é uma comuna francesa na região administrativa de Grande Leste, no departamento de Aube. Estende-se por uma área de 5,68 km². Em 2010 a comuna tinha 260 habitantes (densidade: 45,8 hab./km²).